# Aziatisch kampioenschap hockey mannen 2009
De achtste editie van het Aziatisch kampioenschap hockey voor mannen werd in 2009 gehouden in het Maleisische Kuantan. Het toernooi met 7 deelnemers werd gehouden van 9 tot en met 16 mei. Zuid-Korea werd voor de derde keer kampioen en plaatste zich voor het wereldkampioenschap van 2010. De eindronde zou eerst in Dubai in de Verenigde Arabische Emiraten worden gespeeld maar omdat de accommodatie niet op tijd klaar was, werd het twee maanden voor de start verplaatst naar Maleisië.

## Kwalificatietoernooi
In 2008 werd in Singapore het kwalificatietoernooi gespeeld. Bangladesh en Oman plaatsten zich voor het eindtoernooi.
Eindstand:
| # | Team           |
| - | -------------- |
| 1 | Bangladesh     |
| 2 | Oman           |
| 3 | Singapore      |
| 4 | Sri Lanka      |
| 5 | Chinees Taipei |
| 6 | Oezbekistan    |
| 7 | Hongkong       |
| 8 | Thailand       |
| 9 | Brunei         |

## Eindronde
Oman trok zich nog voor de loting voor de eindronde terug. Sri Lanka viel als reserve in, maar trok zich vlak voor het toernooi terug. Geen van de reserves Singapore, Hongkong en Thailand toonde interesse om in te vallen. De zeven landen speelden in twee groepen waarbij de beste nummers twee zich plaatsten voor de halve finales. 

### Groepsfase
Groep A
| Team       | GS | W | G | V | DV | DT | DS  | Ptn |
| ---------- | -- | - | - | - | -- | -- | --- | --- |
| Zuid-Korea | 3  | 2 | 1 | 0 | 13 | 3  | +10 | 7   |
| Maleisië   | 3  | 2 | 1 | 0 | 12 | 3  | +9  | 7   |
| Japan      | 3  | 1 | 0 | 2 | 8  | 7  | +1  | 3   |
| Bangladesh | 3  | 0 | 0 | 3 | 1  | 21 | -20 | 0   |

| 9 mei 2009 17:00  |       |                             |                                                          |
| Zuid-Korea        | 1 – 1 | Maleisië                    | Scheidsrechters: Javed Shiekh (IND) Anwaar Hussein (PAK) |
| Jin Kyung-Min 53' |       | Mohamad Nor Nabil Fiqri 35' | Scheidsrechters: Javed Shiekh (IND) Anwaar Hussein (PAK) |

| 9 mei 2009 19:00                                                                                  |       |            |                                                       |
| Japan                                                                                             | 5 – 0 | Bangladesh | Scheidsrechters: Raghu Prasad (IND) Weng Haiqin (CHN) |
| Ryuji Furufato 7' Kenta Tanaka 33' Daisuke Suzuki 59' Katsuyoshi Nagasawa 67' Hiroki Sakamoto 69' |       |            | Scheidsrechters: Raghu Prasad (IND) Weng Haiqin (CHN) |

| 11 mei 2009 17:00                    |       |                                         |                                                         |
| Japan                                | 2 – 3 | Zuid-Korea                              | Scheidsrechters: Raghu Prasad (IND) Anwar Hussain (PAK) |
| Kei Kawakami 20' Mizawa Takayasu 53' |       | Jin Kyung-Min 12' Lee Nam-Yong 22', 35' | Scheidsrechters: Raghu Prasad (IND) Anwar Hussain (PAK) |

| 11 mei 2009 19:00          |       | |  |
| Bangladesh                 | 1 – 7 | Maleisië |  |
| Muhammad Zahidul Islam 28' |       | Mohd. Shahrun Nabil Abdullah 4' Azlan Misron 13' Chua Boon Huat 15' Mohd. Amin Rahim 20' Tengku Ahmad Tajuddin Abdul Jalil 39', 43' Ismail Abu 50' |  |

| 12 mei 2009 17:00                                                                                         |       |            |  |
| Zuid-Korea                                                                                                | 9 – 0 | Bangladesh |  |
| Lee Nam-Yong 2' Kim Byung-Hoon 16', 37', 49', 67' Nam Hyun-Woo 29', 32' Jin Kyung-Min 60' You Hyo-Sik 68' |       |            |  |

| 12 mei 2009 19:00                                                                                                |       |                    |                                                         |
| Maleisië | 4 – 1 | Japan              | Scheidsrechters: Latifur Rahman (BAN) John Wright (RSA) |
| Tengku Ahmad Tajuddin Abdul Jalil 4' Kevinder Singh Makbul Singh 33' Chua Boon Huat 60' Selvaraju Sandrakasi 67' |       | Ryuji Furusato 41' | Scheidsrechters: Latifur Rahman (BAN) John Wright (RSA) |

Groep B
| Team     | GS | W | G | V | DV | DT | DS | Ptn |
| -------- | -- | - | - | - | -- | -- | -- | --- |
| Pakistan | 2  | 1 | 1 | 0 | 4  | 3  | +1 | 4   |
| China    | 2  | 0 | 2 | 0 | 3  | 3  | 0  | 2   |
| India    | 2  | 0 | 1 | 1 | 4  | 5  | -1 | 1   |

| 9 mei 2009 15:00 |       |               |  |
| Pakistan         | 1 – 1 | China         |  |
| Akhtar Ali 69'   |       | Hu Huiren 61' |  |

| 10 mei 2009 18:00                   |       |                                             |  |
| India                               | 2 – 3 | Pakistan                                    |  |
| Prabhjot Singh 15' Rajpal Singh 45' |       | Abdul Haseem Khan 33', 36' Sohail Abbas 54' |  |

| 12 mei 2009 15:00          |       |                        |  |
| China                      | 2 – 2 | India                  |  |
| Lu Fenghui 45' Yu Yang 59' |       | Sandeep Singh 31', 34' |  |

## Kruisingswedstrijden

### Om de plaatsen 5-7
| 14 mei 2009 09:00  |        | |  |
| Bangladesh         | 1 – 11 | India |  |
| Iqbal Nadir Prince |        | Sandeep Singh 10', 13' Hari Prasad 34' Arjun Halappa 39' V. R. Raghunath 43' S. V. Sunil 48', 57' Rajpal Singh 65' Sardara Singh 66', 69' Prabhjot Singh 67' |  |

### Halve finales
| 14 mei 2009 17:00                                                |       |                |                                                        |
| Zuid-Korea                                                       | 5 – 1 | China          | Scheidsrechters: Javed Shiekh (IND) Simon Taylor (NZL) |
| Kim Byung-Hoon 28' You Hyo-Sik 38', 41', 68' Guo Zhong-Qiang 56' |       | Sun Zhixin 10' | Scheidsrechters: Javed Shiekh (IND) Simon Taylor (NZL) |

| 14 mei 2009 19:30                                        |       |                    |                                                       |
| Pakistan                                                 | 4 – 2 | Maleisië           | Scheidsrechters: John Wright (RSA) Raghu Prasad (IND) |
| Rehan Butt 18', 63' Akhtar Ali 46' Abdul Haseem Khan 66' |       | Ismail Abu 3', 69' | Scheidsrechters: John Wright (RSA) Raghu Prasad (IND) |

## Plaatsingswedstrijden

### Om de 5e/6e plaats
| 15 mei 2009 17:00                                                              |       |                     |  |
| India                                                                          | 5 – 1 | Japan               |  |
| Rajpal Singh 2' Sandeep Singh 21' Tushar Khandekar 64', 69' Prabhjot Singh 66' |       | Hiroki Sakamoto 31' |  |

### Om de 3e/4e plaats
| 16 mei 2009 17:00                  |                  |                                                              |                                                          |
| China                              | 3 – 3 (7 – 6 ns) | Maleisië                                                     | Scheidsrechters: Raghu Prasad (IND) Fernando Gomez (ARG) |
| Sang Yi 19', 46' Jiang Xishang 66' |                  | Ismail Abu 1' Chua Boon Huat 32' Mohamad Nor Nabil Fiqri 64' | Scheidsrechters: Raghu Prasad (IND) Fernando Gomez (ARG) |

### Finale
| 16 mei 2009 19:30  |       |          |                                                       |
| Zuid-Korea         | 1 – 0 | Pakistan | Scheidsrechters: Javed Sheikh (IND) John Wright (RSA) |
| Kim Byung-Hoon 66' |       |          | Scheidsrechters: Javed Sheikh (IND) John Wright (RSA) |

## Eindrangschikking
| Rang   | Land       |
| ------ | ---------- |
| Goud   | Zuid-Korea |
| Zilver | Pakistan   |
| Brons  | China      |
| 4      | Maleisië   |
| 5      | India      |
| 6      | Japan      |
| 7      | Bangladesh |

Mannen:
Karachi 1982 ·
Dhaka 1985 ·
New Delhi 1989 ·
Hiroshima 1993 ·
Kuala Lumpur 1999 ·
Kuala Lumpur 2003 ·
Chennai 2007 ·
Kuantan 2009 ·
Ipoh 2013 ·
Dhaka 2017

Vrouwen:
Kioto 1981 (officieus) ·
Seoel 1985 ·
Hongkong 1989 ·
Hiroshima 1993 ·
New Delhi 1999 ·
New Delhi 2004 ·
Hongkong 2007 ·
Bangkok 2009 ·
Ipoh 2013 ·
Kakamigahara 2017